# Guillermo Kane
Guillermo Kane Cáceres (10 de diciembre de 1981) es un traductor, profesor y militante trotskista argentino. Es dirigente del Partido Obrero, a través del cual integra el Frente de Izquierda y de los Trabajadores y obtuvo dos veces consecutivas la banca de diputado provincial por la tercera sección electoral de la provincia de Buenos Aires.

## Infancia
Nació en 1981. Sus primeros años de infancia estuvieron repartidos entre Argentina y Estados Unidos. Víctor, su padre, un inglés programador de sistemas informáticos, se vio obligado a dejar el país del norte luego de participar en el movimiento contra la guerra de Vietnam y viajó a la Argentina detrás de una propuesta laboral donde conoció a Laura con quien formarían una familia. Hacia 1988, con 7 años, se mudarían nuevamente a los Estados Unidos.
Frente a ese contexto político adverso, marcado por la Guerra del Golfo e Irak deciden volver a Argentina. Con 14 años comienza a militar en el Centro de Estudiantes del Colegio Nacional de Buenos Aires de la Capital Federal.

## Militancia partidaria
En la década del noventa, producto de su militancia secundaria, comienza a participar en la Unión de Juventudes por el Socialismo, en la Coordinadora de Estudiantes Secundarios y, finalmente, en el Partido Obrero, participando activamente de la lucha contra la reforma educativa del menemismo, la represión a la juventud y el gatillo fácil como el de Walter Bulacio. Es en esta época, en la que participa de las primeras huelgas de trabajadores, como el cierre de la Editorial Atlántida o del Diario La Prensa.
En 2000, tras finalizar la secundaria, se mudó a La Matanza. Durante varios años fue organizador de los movimientos barriales y de desocupados, y de decenas de comedores populares en el distrito de La Matanza. Participó de la formación del movimiento Polo Obrero, formando parte de su mesa nacional. Además fue organizador y participante de las Asambleas Nacionales Piqueteras de La Matanza de 2001, así como de las Asambleas Nacionales de Trabajadores realizadas entre 2002 y 2005 por el Bloque Piquetero Nacional y otras organizaciones.
Durante el 2011 estuvo abocado a diferentes responsabilidades en el sur de la Provincia de Buenos Aires, principalmente por el pedido de justicia por el asesinato de Mariano Ferreyra, tiempo en el que además, se constituyó el Frente de Izquierda y Trabajadores, bloque que representa dentro de la legislatura.

## Diputado provincial
Desde el 24 de junio de 2015 hasta el 13 de diciembre de 2016, fue diputado en la Cámara de Diputados de la provincia de Buenos Aires, de acuerdo al sistema de rotación de bancas del Frente de Izquierda. Fue impulsor del proyecto de Boleto Educativo Gratuito y organizador de las movilizaciones de la comunidad educativa que llevaron a su aprobación en la legislatura y su aplicación parcial ya bajo el gobierno de María Eugenia Vidal. Fue el único voto contrario al presupuesto 2016, al que denunció como "una declaración de guerra contra los trabajadores". Fue organizador de varias audiencias públicas en la Legislatura, entre las que se destacaron la de familiares de víctimas de caso de impunidad, del movimiento de asamblea de inundados de la provincia y la Ley de Bosques, y de emergencia edilicia escolar, en donde se presentó el mapa de relevamiento del estado edilicio de las escuelas bonaerenses. Fue autor de numerosos proyecto de ley contra el tarifazo, por el pase a planta de los precarizados en el Estado, por el blanqueo de las sumas en negro de los docentes, por el pago en regla de los salarios sistemáticamente adeudados, por el correcto funcionamiento de los comedores escolares. En defensa de los derechos de la mujer trabajadora, presentó la ley de licencias por violencia de género, la ley de consejos autónomos de la mujer, y el protocolo de acción frente a personas desaparecidas.
El 7 de diciembre de 2017 juró nuevamente al cargo de diputado provincial tras ser electo en las elecciones legislativas de ese año. En su segundo mandato, denunció la reforma previsional impulsada por el oficialismo en el marco de una represión violenta en las afueras del Congreso Nacional. Ha sido autor e impulsor de la ley para la reglamentación de la actividad del acompañante terapéutico. Frente a los problemas presupuestarios en la salud que afectaron particularmente a Instituto de Previsión Social (IPS) y al Instituto de Obra Médico Asistencial (IOMA), desde su banca presentó un proyecto que apunta a reafirmar el carácter absolutamente intangible de esos recursos para otras finalidades, y que se vote un directorio electo por los propios trabajadores y jubilados que sea el único encargado de manejar sus recursos. En el marco del debate por la legalización del aborto, además de impulsar las movilizaciones por su aprobación, ha sido el autor del proyecto de Educación Sexual Integral (ESI), que cuenta con media sanción en la cámara baja provincial. También ha sido autor del pedido de informes al Ministerio de Educación encabezado por, Gabriel Sánchez Zinny; y un proyecto de ley para anular la resolución 1736 y para que se garantice la cobertura integral de los Equipos de Orientación Escolar (EOE) en cada una de las instituciones educativas. En agosto de 2018, a raíz de una explosión producto de una fuga de gas en una escuela causando la muerte de una docente y un auxiliar, ha hecho la presentación de un proyecto de juicio político a la gobernadora María Eugenia Vidal por su responsabilidad en la crítica situación de infraestructura del sistema educativo de la provincia de Buenos Aires.